# Hend Zaza
Hend Abdul Rauf Zaza (em árabe: هند عبد الرؤوف ظاظا; Hama, 1 de janeiro de 2009) é uma mesatenista síria. Ela se qualificou para jogar nos Jogos Olímpicos de Verão de 2020 em Tóquio, por meio do torneio de qualificação das Olimpíadas da Ásia Ocidental, realizado na Jordânia em 2020. Aos 12 anos, ela se torna a pessoa mais jovem a competir no tênis de mesa olímpico e a quinta pessoa mais jovem a competir nas Olimpíadas modernas. Ela foi a competidora mais jovem nos jogos de 2020, e a competidora olímpica mais jovem desde Beatrice Hustiu, uma patinadora artística romena que competiu em 1968.

## Biografia
Zaza nasceu em 1 de janeiro de 2009 em Hama, Síria, e começou a jogar tênis de mesa em 2014. Em 2016, ela participou de um evento "Hopes Week and Challenge" da Federação Internacional de Tênis de Mesa (ITTF) no Catar com seu irmão mais velho, e seu potencial foi percebido. Ela joga pelo Al-Muhafaza Table Tennis Club em Damasco e ganhou títulos nacionais em todos os níveis: esperança, cadete, júnior e sênior.

## Carreira

### Olimpíadas de 2020
Zaza é a primeira síria a competir no tênis de mesa olímpico através de qualificação, embora algumas fontes relatem incorretamente que ela é a primeira síria a competir no tênis de mesa nos Jogos Olímpicos. Sua compatriota Heba Allejji competiu nos Jogos Olímpicos de 2016 após ser convidada pela Comissão Tripartite. Para se classificar para os Jogos Olímpicos de Tóquio em 2020, Zaza, de 12 anos, venceu a libanesa Mariana Sahakian, de 42, na final do Torneio de Qualificação Olímpica da Ásia Ocidental em Amã, Jordânia.
Zaza carregou a bandeira síria no Desfile das Nações na cerimônia de abertura das Olimpíadas de 2020, junto com o competidor equestre, Ahmad Hamcho. No tênis de mesa feminino individual, ela foi derrotada na rodada preliminar em 24 de julho de 2021 por Liu Jia, uma jogadora sino-austríaca de 39 anos que já havia competido em todos os Jogos Olímpicos de Verão desde 2000. A pontuação foi 11: 4, 11: 9, 11: 3, 11: 5. Após a partida, Zaza disse: 
Eu não vou parar de jogar. O tênis de mesa é minha vida. Eu passo o tempo todo jogando, exceto quando estudo. Estou trabalhando para o futuro, para ser campeã mundial e campeã olímpica, e ser farmacêutica ou advogada em meus estudos.
O Comitê Olímpico Chinês convidou Zaza para treinar na China após a qualificação para os Jogos Olímpicos de 2020.